# 莫斯科—北京
〈莫斯科—北京〉（俄语：Москва — Пекин），又稱〈中蘇人民是弟兄〉（Русский с китайцем — братья навек…），是創作於1949年的蘇聯群眾歌曲，由瓦诺·穆拉杰里作曲，並借用米哈伊爾·維爾什寧的詩作爲歌詞。
此曲旨在紀念中華人民共和國的成立，以及蘇聯同中華人民共和國兩國人民間如同兄弟的友誼。1960年代后，兩國交惡，此曲不受官方待見，「中蘇人民是永久弟兄」的歌詞也成爲諷刺笑話。

## 歷史
〈莫斯科—北京〉的歌詞是米哈伊爾·維爾什寧於1949年創作並發表於國立雜誌的詩。據《消息报》採訪，維爾什寧當時正在勞動改造營管理總局接受勞改，爲減刑而寫下此詩。作曲者瓦諾·穆拉傑里碰巧讀到維爾什寧的詩，決定將它譜成曲，以紀念史達林的70週歲生日及中華人民共和國的成立。原版歌词（斯大林和毛泽东领导我们，领导我们，领导我们！）中直接提及史達林，但在赫魯雪夫上臺後的去斯大林化中被替換，修改为（我们的友谊永在心！永在心！永在心！）。在中華人民共和國同蘇聯交惡之前，此曲常用於國家活動，尤其是和中華人民共和國相關的。亞歷山德羅夫紅旗歌舞團訪問北京時也專爲毛澤東演奏此曲，毛澤東被此曲所打动，要求与作曲者見面。瓦諾·穆拉傑里被苏联政府授予史達林獎。此曲在兩國交惡之後因政治原因少有演奏。

## 备注
1. ↑  直译为「俄罗斯」而不是苏联。
2. ↑  直译为「倾听」。